# Mesopolobus dubius
Mesopolobus dubius är en stekelart som först beskrevs av Walker 1834.  Mesopolobus dubius ingår i släktet Mesopolobus och familjen puppglanssteklar. Inga underarter finns listade i Catalogue of Life.